# Зимзелен
Зимзелен (болг. Зимзелен) — село в Болгарии. Находится в Кырджалийской области, входит в общину Кырджали. Население составляет 108 человек.

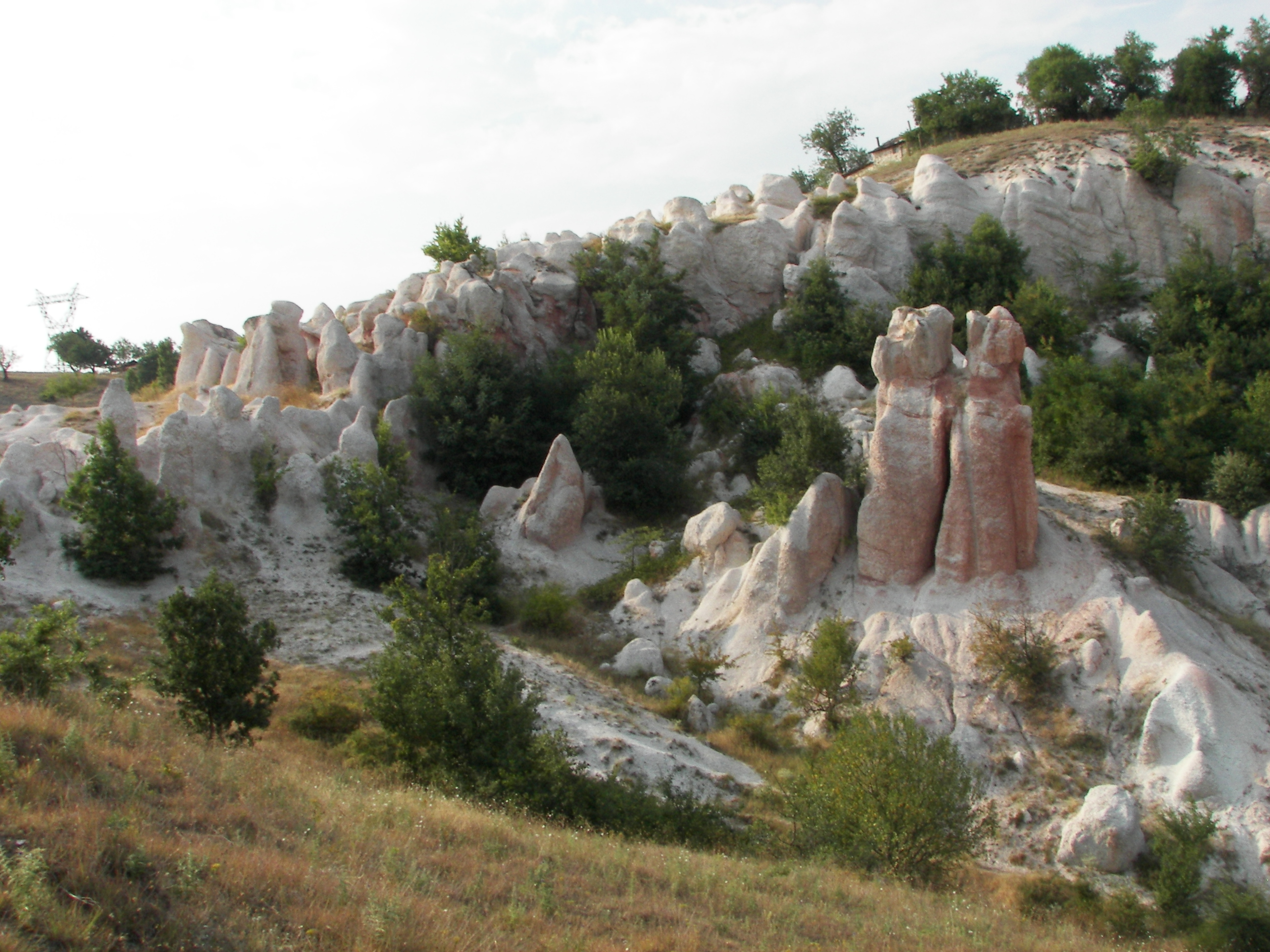

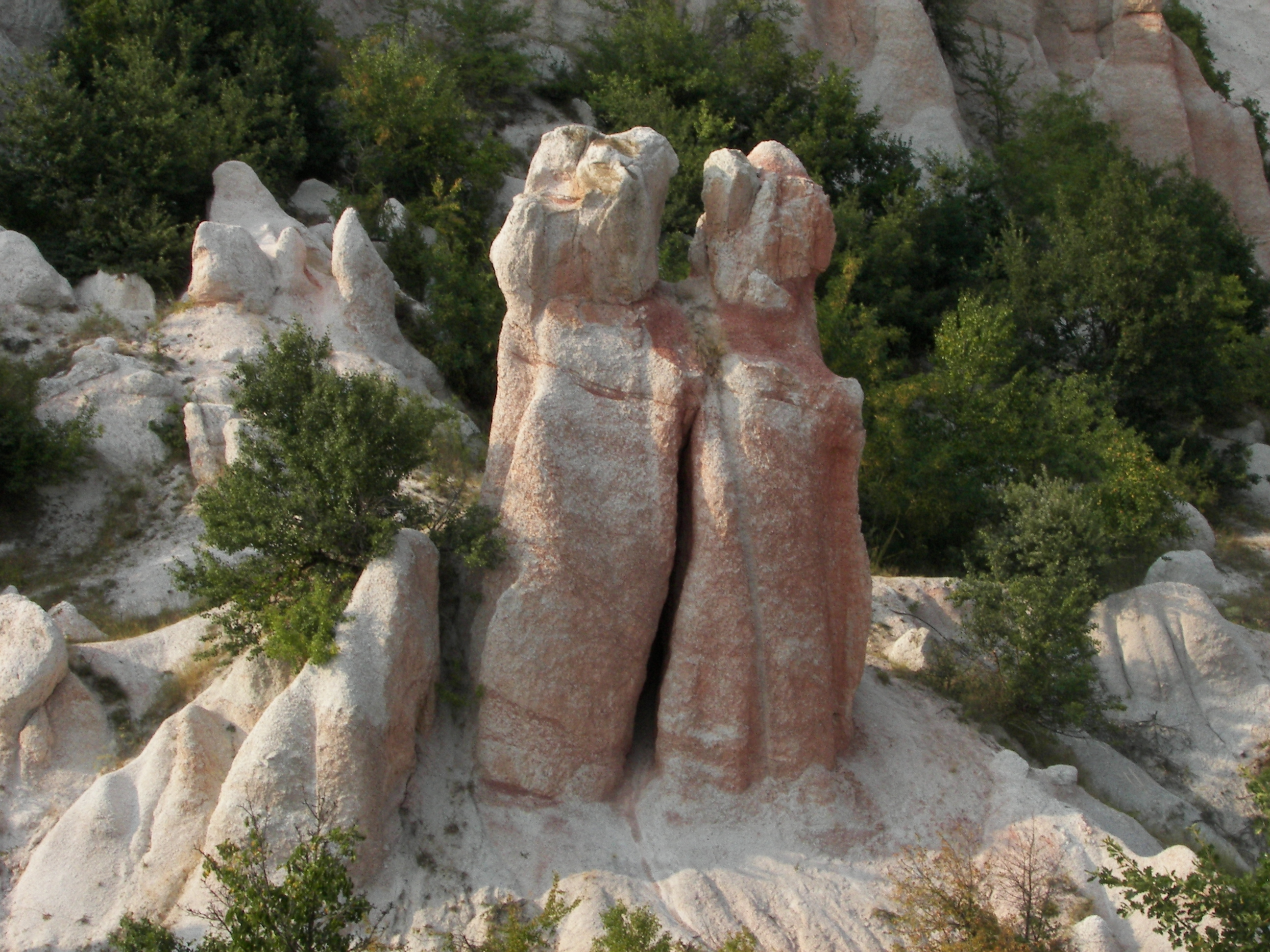

## Политическая ситуация
В местном кметстве Повет, в состав которого входит Зимзелен, должность кмета (старосты) исполняет Мухаррем Наим Мухаррем (Движение за права и свободы (ДПС)) по результатам выборов.
Кмет (мэр) общины Кырджали — Хасан Азис (Движение за права и свободы (ДПС)) по результатам выборов.